# Scuola boema di composizione

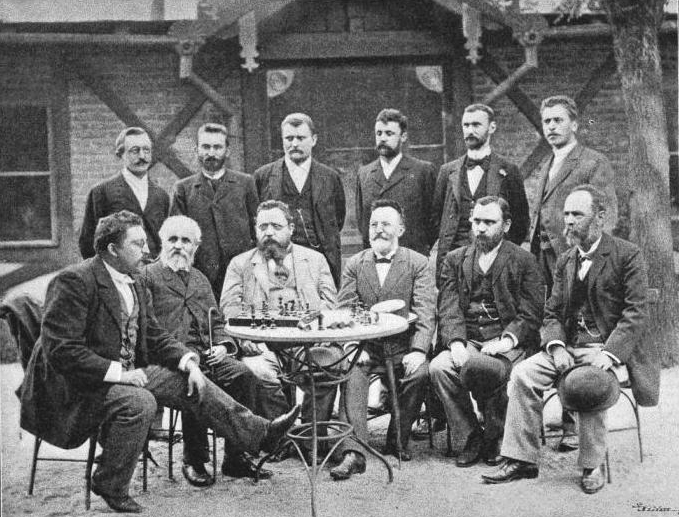
Problemisti boemi riuniti a Praga nel 1885.

La Scuola boema di composizione è uno stile di composizione di problemi e studi di scacchi che attribuisce particolare valore all'eleganza della posizione finale di scacco matto.
Secondo questa scuola, nata in Boemia attorno al 1860, la posizione di matto dovrebbe essere "pura", cioè ogni casa attorno al re nero deve essere guardata da un solo pezzo, o essere inaccessibile per una sola causa. Se tutti i pezzi bianchi, escluso il re, prendono parte al matto la posizione di scacco matto è detta "economica". Quando la posizione di matto è allo stesso tempo pura ed economica il matto è detto "modello". La scuola boema apprezzava anche i problemi terminanti con un "matto specchio", nel quale tutte le case attorno al re devono essere libere.

## Storia
La scuola boema nacque attorno al 1860 con articoli sulla teoria e l'estetica dei problemi di scacchi su diverse riviste ceche, tra cui Rodinná kronika, Květy, Světozor, Humoristické listy e  Paleček heraus. Un ruolo di primo piano nello sviluppo della scuola boema è attribuito agli articoli di Jan Dobruský sul settimanale Světozor, cui si sostituì nel 1885 il settimanale Zlatá Praha. Molti compositori si ispirarono presto a questo stile di composizione, che si contrapponeva a quello della "scuola tedesca", che privilegiava le soluzioni sorprendenti, con sacrifici spettacolari, senza badare all'economia della posizione e all'eleganza della posizione di matto.

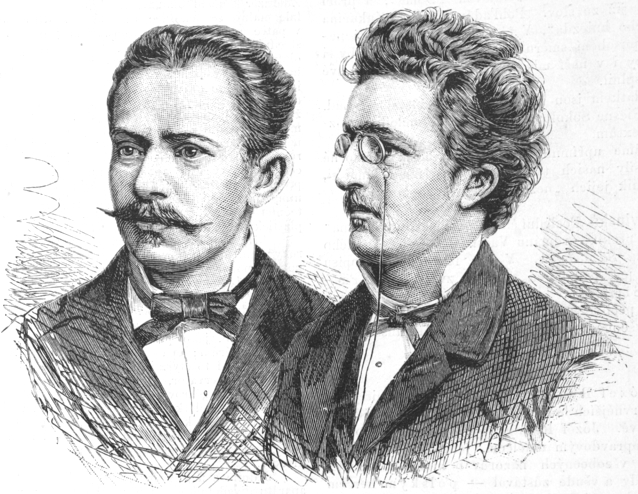
I problemisti boemi Jiří Chocholouš (a sinistra) e Jan Dobruský.

Nel 1887 apparve una prima raccolta di problemi composti con questo stile (321 problemi di 41 compositori), grazie alla quale la scuola guadagnò ulteriore influenza. 
Nel 1905 venne fondata la Federazione Scacchistica Ceca (Ústřední jednota českých šachistů), il cui organo ufficiale, la rivista Ústřední jednota českých šachistů, cominciò ad essere pubblicata nel 1906. Questa rivista pubblicava regolarmente una sezione problemi dando rilievo a quelli della scuola boema. La rivista esiste ancora oggi con il nome Československy šach.
Il principale esponente della vecchia scuola tedesca, Johann Berger, nella sua opera del 1884 Das Schachproblem und dessen kunstgerechte Darstellung (Il problema di scacchi e il suo aspetto artistico) fece notare che i problemisti della scuola tedesca tendevano ad adeguarsi ai criteri della scuola boema, passando dai complicati matti in quattro e cinque mosse ai più facili ma esteticamente più attraenti "tre mosse" della scuola boema.
Tra i principali esponenti della scuola problemistica boema sono da annoverare Miroslav Havel, Jan Dobruský, Josef Pospíšil, Jan Kotrč, Karel Traxler e Jiří Chocholouš; fra i suoi rappresentanti vi fu anche Johan Scheel.
Tra i più noti compositori di studi vi sono Richard Réti e Jindřich Fritz.

## Problema di esempio
|   | a | b | c | d | e | f | g | h |   |
| 8 | b8 torre del nero · d8 cavallo del nero · e7 cavallo del bianco · b6 alfiere del nero · d6 pedone del nero · g6 pedone del nero · c5 pedone del bianco · e5 pedone del bianco · a4 pedone del bianco · d4 re del nero · b3 donna del bianco · e2 torre del bianco · h1 re del bianco | b8 torre del nero · d8 cavallo del nero · e7 cavallo del bianco · b6 alfiere del nero · d6 pedone del nero · g6 pedone del nero · c5 pedone del bianco · e5 pedone del bianco · a4 pedone del bianco · d4 re del nero · b3 donna del bianco · e2 torre del bianco · h1 re del bianco | b8 torre del nero · d8 cavallo del nero · e7 cavallo del bianco · b6 alfiere del nero · d6 pedone del nero · g6 pedone del nero · c5 pedone del bianco · e5 pedone del bianco · a4 pedone del bianco · d4 re del nero · b3 donna del bianco · e2 torre del bianco · h1 re del bianco | b8 torre del nero · d8 cavallo del nero · e7 cavallo del bianco · b6 alfiere del nero · d6 pedone del nero · g6 pedone del nero · c5 pedone del bianco · e5 pedone del bianco · a4 pedone del bianco · d4 re del nero · b3 donna del bianco · e2 torre del bianco · h1 re del bianco | b8 torre del nero · d8 cavallo del nero · e7 cavallo del bianco · b6 alfiere del nero · d6 pedone del nero · g6 pedone del nero · c5 pedone del bianco · e5 pedone del bianco · a4 pedone del bianco · d4 re del nero · b3 donna del bianco · e2 torre del bianco · h1 re del bianco | b8 torre del nero · d8 cavallo del nero · e7 cavallo del bianco · b6 alfiere del nero · d6 pedone del nero · g6 pedone del nero · c5 pedone del bianco · e5 pedone del bianco · a4 pedone del bianco · d4 re del nero · b3 donna del bianco · e2 torre del bianco · h1 re del bianco | b8 torre del nero · d8 cavallo del nero · e7 cavallo del bianco · b6 alfiere del nero · d6 pedone del nero · g6 pedone del nero · c5 pedone del bianco · e5 pedone del bianco · a4 pedone del bianco · d4 re del nero · b3 donna del bianco · e2 torre del bianco · h1 re del bianco | b8 torre del nero · d8 cavallo del nero · e7 cavallo del bianco · b6 alfiere del nero · d6 pedone del nero · g6 pedone del nero · c5 pedone del bianco · e5 pedone del bianco · a4 pedone del bianco · d4 re del nero · b3 donna del bianco · e2 torre del bianco · h1 re del bianco | 8 |
| 7 | b8 torre del nero · d8 cavallo del nero · e7 cavallo del bianco · b6 alfiere del nero · d6 pedone del nero · g6 pedone del nero · c5 pedone del bianco · e5 pedone del bianco · a4 pedone del bianco · d4 re del nero · b3 donna del bianco · e2 torre del bianco · h1 re del bianco | b8 torre del nero · d8 cavallo del nero · e7 cavallo del bianco · b6 alfiere del nero · d6 pedone del nero · g6 pedone del nero · c5 pedone del bianco · e5 pedone del bianco · a4 pedone del bianco · d4 re del nero · b3 donna del bianco · e2 torre del bianco · h1 re del bianco | b8 torre del nero · d8 cavallo del nero · e7 cavallo del bianco · b6 alfiere del nero · d6 pedone del nero · g6 pedone del nero · c5 pedone del bianco · e5 pedone del bianco · a4 pedone del bianco · d4 re del nero · b3 donna del bianco · e2 torre del bianco · h1 re del bianco | b8 torre del nero · d8 cavallo del nero · e7 cavallo del bianco · b6 alfiere del nero · d6 pedone del nero · g6 pedone del nero · c5 pedone del bianco · e5 pedone del bianco · a4 pedone del bianco · d4 re del nero · b3 donna del bianco · e2 torre del bianco · h1 re del bianco | b8 torre del nero · d8 cavallo del nero · e7 cavallo del bianco · b6 alfiere del nero · d6 pedone del nero · g6 pedone del nero · c5 pedone del bianco · e5 pedone del bianco · a4 pedone del bianco · d4 re del nero · b3 donna del bianco · e2 torre del bianco · h1 re del bianco | b8 torre del nero · d8 cavallo del nero · e7 cavallo del bianco · b6 alfiere del nero · d6 pedone del nero · g6 pedone del nero · c5 pedone del bianco · e5 pedone del bianco · a4 pedone del bianco · d4 re del nero · b3 donna del bianco · e2 torre del bianco · h1 re del bianco | b8 torre del nero · d8 cavallo del nero · e7 cavallo del bianco · b6 alfiere del nero · d6 pedone del nero · g6 pedone del nero · c5 pedone del bianco · e5 pedone del bianco · a4 pedone del bianco · d4 re del nero · b3 donna del bianco · e2 torre del bianco · h1 re del bianco | b8 torre del nero · d8 cavallo del nero · e7 cavallo del bianco · b6 alfiere del nero · d6 pedone del nero · g6 pedone del nero · c5 pedone del bianco · e5 pedone del bianco · a4 pedone del bianco · d4 re del nero · b3 donna del bianco · e2 torre del bianco · h1 re del bianco | 7 |
| 6 | b8 torre del nero · d8 cavallo del nero · e7 cavallo del bianco · b6 alfiere del nero · d6 pedone del nero · g6 pedone del nero · c5 pedone del bianco · e5 pedone del bianco · a4 pedone del bianco · d4 re del nero · b3 donna del bianco · e2 torre del bianco · h1 re del bianco | b8 torre del nero · d8 cavallo del nero · e7 cavallo del bianco · b6 alfiere del nero · d6 pedone del nero · g6 pedone del nero · c5 pedone del bianco · e5 pedone del bianco · a4 pedone del bianco · d4 re del nero · b3 donna del bianco · e2 torre del bianco · h1 re del bianco | b8 torre del nero · d8 cavallo del nero · e7 cavallo del bianco · b6 alfiere del nero · d6 pedone del nero · g6 pedone del nero · c5 pedone del bianco · e5 pedone del bianco · a4 pedone del bianco · d4 re del nero · b3 donna del bianco · e2 torre del bianco · h1 re del bianco | b8 torre del nero · d8 cavallo del nero · e7 cavallo del bianco · b6 alfiere del nero · d6 pedone del nero · g6 pedone del nero · c5 pedone del bianco · e5 pedone del bianco · a4 pedone del bianco · d4 re del nero · b3 donna del bianco · e2 torre del bianco · h1 re del bianco | b8 torre del nero · d8 cavallo del nero · e7 cavallo del bianco · b6 alfiere del nero · d6 pedone del nero · g6 pedone del nero · c5 pedone del bianco · e5 pedone del bianco · a4 pedone del bianco · d4 re del nero · b3 donna del bianco · e2 torre del bianco · h1 re del bianco | b8 torre del nero · d8 cavallo del nero · e7 cavallo del bianco · b6 alfiere del nero · d6 pedone del nero · g6 pedone del nero · c5 pedone del bianco · e5 pedone del bianco · a4 pedone del bianco · d4 re del nero · b3 donna del bianco · e2 torre del bianco · h1 re del bianco | b8 torre del nero · d8 cavallo del nero · e7 cavallo del bianco · b6 alfiere del nero · d6 pedone del nero · g6 pedone del nero · c5 pedone del bianco · e5 pedone del bianco · a4 pedone del bianco · d4 re del nero · b3 donna del bianco · e2 torre del bianco · h1 re del bianco | b8 torre del nero · d8 cavallo del nero · e7 cavallo del bianco · b6 alfiere del nero · d6 pedone del nero · g6 pedone del nero · c5 pedone del bianco · e5 pedone del bianco · a4 pedone del bianco · d4 re del nero · b3 donna del bianco · e2 torre del bianco · h1 re del bianco | 6 |
| 5 | b8 torre del nero · d8 cavallo del nero · e7 cavallo del bianco · b6 alfiere del nero · d6 pedone del nero · g6 pedone del nero · c5 pedone del bianco · e5 pedone del bianco · a4 pedone del bianco · d4 re del nero · b3 donna del bianco · e2 torre del bianco · h1 re del bianco | b8 torre del nero · d8 cavallo del nero · e7 cavallo del bianco · b6 alfiere del nero · d6 pedone del nero · g6 pedone del nero · c5 pedone del bianco · e5 pedone del bianco · a4 pedone del bianco · d4 re del nero · b3 donna del bianco · e2 torre del bianco · h1 re del bianco | b8 torre del nero · d8 cavallo del nero · e7 cavallo del bianco · b6 alfiere del nero · d6 pedone del nero · g6 pedone del nero · c5 pedone del bianco · e5 pedone del bianco · a4 pedone del bianco · d4 re del nero · b3 donna del bianco · e2 torre del bianco · h1 re del bianco | b8 torre del nero · d8 cavallo del nero · e7 cavallo del bianco · b6 alfiere del nero · d6 pedone del nero · g6 pedone del nero · c5 pedone del bianco · e5 pedone del bianco · a4 pedone del bianco · d4 re del nero · b3 donna del bianco · e2 torre del bianco · h1 re del bianco | b8 torre del nero · d8 cavallo del nero · e7 cavallo del bianco · b6 alfiere del nero · d6 pedone del nero · g6 pedone del nero · c5 pedone del bianco · e5 pedone del bianco · a4 pedone del bianco · d4 re del nero · b3 donna del bianco · e2 torre del bianco · h1 re del bianco | b8 torre del nero · d8 cavallo del nero · e7 cavallo del bianco · b6 alfiere del nero · d6 pedone del nero · g6 pedone del nero · c5 pedone del bianco · e5 pedone del bianco · a4 pedone del bianco · d4 re del nero · b3 donna del bianco · e2 torre del bianco · h1 re del bianco | b8 torre del nero · d8 cavallo del nero · e7 cavallo del bianco · b6 alfiere del nero · d6 pedone del nero · g6 pedone del nero · c5 pedone del bianco · e5 pedone del bianco · a4 pedone del bianco · d4 re del nero · b3 donna del bianco · e2 torre del bianco · h1 re del bianco | b8 torre del nero · d8 cavallo del nero · e7 cavallo del bianco · b6 alfiere del nero · d6 pedone del nero · g6 pedone del nero · c5 pedone del bianco · e5 pedone del bianco · a4 pedone del bianco · d4 re del nero · b3 donna del bianco · e2 torre del bianco · h1 re del bianco | 5 |
| 4 | b8 torre del nero · d8 cavallo del nero · e7 cavallo del bianco · b6 alfiere del nero · d6 pedone del nero · g6 pedone del nero · c5 pedone del bianco · e5 pedone del bianco · a4 pedone del bianco · d4 re del nero · b3 donna del bianco · e2 torre del bianco · h1 re del bianco | b8 torre del nero · d8 cavallo del nero · e7 cavallo del bianco · b6 alfiere del nero · d6 pedone del nero · g6 pedone del nero · c5 pedone del bianco · e5 pedone del bianco · a4 pedone del bianco · d4 re del nero · b3 donna del bianco · e2 torre del bianco · h1 re del bianco | b8 torre del nero · d8 cavallo del nero · e7 cavallo del bianco · b6 alfiere del nero · d6 pedone del nero · g6 pedone del nero · c5 pedone del bianco · e5 pedone del bianco · a4 pedone del bianco · d4 re del nero · b3 donna del bianco · e2 torre del bianco · h1 re del bianco | b8 torre del nero · d8 cavallo del nero · e7 cavallo del bianco · b6 alfiere del nero · d6 pedone del nero · g6 pedone del nero · c5 pedone del bianco · e5 pedone del bianco · a4 pedone del bianco · d4 re del nero · b3 donna del bianco · e2 torre del bianco · h1 re del bianco | b8 torre del nero · d8 cavallo del nero · e7 cavallo del bianco · b6 alfiere del nero · d6 pedone del nero · g6 pedone del nero · c5 pedone del bianco · e5 pedone del bianco · a4 pedone del bianco · d4 re del nero · b3 donna del bianco · e2 torre del bianco · h1 re del bianco | b8 torre del nero · d8 cavallo del nero · e7 cavallo del bianco · b6 alfiere del nero · d6 pedone del nero · g6 pedone del nero · c5 pedone del bianco · e5 pedone del bianco · a4 pedone del bianco · d4 re del nero · b3 donna del bianco · e2 torre del bianco · h1 re del bianco | b8 torre del nero · d8 cavallo del nero · e7 cavallo del bianco · b6 alfiere del nero · d6 pedone del nero · g6 pedone del nero · c5 pedone del bianco · e5 pedone del bianco · a4 pedone del bianco · d4 re del nero · b3 donna del bianco · e2 torre del bianco · h1 re del bianco | b8 torre del nero · d8 cavallo del nero · e7 cavallo del bianco · b6 alfiere del nero · d6 pedone del nero · g6 pedone del nero · c5 pedone del bianco · e5 pedone del bianco · a4 pedone del bianco · d4 re del nero · b3 donna del bianco · e2 torre del bianco · h1 re del bianco | 4 |
| 3 | b8 torre del nero · d8 cavallo del nero · e7 cavallo del bianco · b6 alfiere del nero · d6 pedone del nero · g6 pedone del nero · c5 pedone del bianco · e5 pedone del bianco · a4 pedone del bianco · d4 re del nero · b3 donna del bianco · e2 torre del bianco · h1 re del bianco | b8 torre del nero · d8 cavallo del nero · e7 cavallo del bianco · b6 alfiere del nero · d6 pedone del nero · g6 pedone del nero · c5 pedone del bianco · e5 pedone del bianco · a4 pedone del bianco · d4 re del nero · b3 donna del bianco · e2 torre del bianco · h1 re del bianco | b8 torre del nero · d8 cavallo del nero · e7 cavallo del bianco · b6 alfiere del nero · d6 pedone del nero · g6 pedone del nero · c5 pedone del bianco · e5 pedone del bianco · a4 pedone del bianco · d4 re del nero · b3 donna del bianco · e2 torre del bianco · h1 re del bianco | b8 torre del nero · d8 cavallo del nero · e7 cavallo del bianco · b6 alfiere del nero · d6 pedone del nero · g6 pedone del nero · c5 pedone del bianco · e5 pedone del bianco · a4 pedone del bianco · d4 re del nero · b3 donna del bianco · e2 torre del bianco · h1 re del bianco | b8 torre del nero · d8 cavallo del nero · e7 cavallo del bianco · b6 alfiere del nero · d6 pedone del nero · g6 pedone del nero · c5 pedone del bianco · e5 pedone del bianco · a4 pedone del bianco · d4 re del nero · b3 donna del bianco · e2 torre del bianco · h1 re del bianco | b8 torre del nero · d8 cavallo del nero · e7 cavallo del bianco · b6 alfiere del nero · d6 pedone del nero · g6 pedone del nero · c5 pedone del bianco · e5 pedone del bianco · a4 pedone del bianco · d4 re del nero · b3 donna del bianco · e2 torre del bianco · h1 re del bianco | b8 torre del nero · d8 cavallo del nero · e7 cavallo del bianco · b6 alfiere del nero · d6 pedone del nero · g6 pedone del nero · c5 pedone del bianco · e5 pedone del bianco · a4 pedone del bianco · d4 re del nero · b3 donna del bianco · e2 torre del bianco · h1 re del bianco | b8 torre del nero · d8 cavallo del nero · e7 cavallo del bianco · b6 alfiere del nero · d6 pedone del nero · g6 pedone del nero · c5 pedone del bianco · e5 pedone del bianco · a4 pedone del bianco · d4 re del nero · b3 donna del bianco · e2 torre del bianco · h1 re del bianco | 3 |
| 2 | b8 torre del nero · d8 cavallo del nero · e7 cavallo del bianco · b6 alfiere del nero · d6 pedone del nero · g6 pedone del nero · c5 pedone del bianco · e5 pedone del bianco · a4 pedone del bianco · d4 re del nero · b3 donna del bianco · e2 torre del bianco · h1 re del bianco | b8 torre del nero · d8 cavallo del nero · e7 cavallo del bianco · b6 alfiere del nero · d6 pedone del nero · g6 pedone del nero · c5 pedone del bianco · e5 pedone del bianco · a4 pedone del bianco · d4 re del nero · b3 donna del bianco · e2 torre del bianco · h1 re del bianco | b8 torre del nero · d8 cavallo del nero · e7 cavallo del bianco · b6 alfiere del nero · d6 pedone del nero · g6 pedone del nero · c5 pedone del bianco · e5 pedone del bianco · a4 pedone del bianco · d4 re del nero · b3 donna del bianco · e2 torre del bianco · h1 re del bianco | b8 torre del nero · d8 cavallo del nero · e7 cavallo del bianco · b6 alfiere del nero · d6 pedone del nero · g6 pedone del nero · c5 pedone del bianco · e5 pedone del bianco · a4 pedone del bianco · d4 re del nero · b3 donna del bianco · e2 torre del bianco · h1 re del bianco | b8 torre del nero · d8 cavallo del nero · e7 cavallo del bianco · b6 alfiere del nero · d6 pedone del nero · g6 pedone del nero · c5 pedone del bianco · e5 pedone del bianco · a4 pedone del bianco · d4 re del nero · b3 donna del bianco · e2 torre del bianco · h1 re del bianco | b8 torre del nero · d8 cavallo del nero · e7 cavallo del bianco · b6 alfiere del nero · d6 pedone del nero · g6 pedone del nero · c5 pedone del bianco · e5 pedone del bianco · a4 pedone del bianco · d4 re del nero · b3 donna del bianco · e2 torre del bianco · h1 re del bianco | b8 torre del nero · d8 cavallo del nero · e7 cavallo del bianco · b6 alfiere del nero · d6 pedone del nero · g6 pedone del nero · c5 pedone del bianco · e5 pedone del bianco · a4 pedone del bianco · d4 re del nero · b3 donna del bianco · e2 torre del bianco · h1 re del bianco | b8 torre del nero · d8 cavallo del nero · e7 cavallo del bianco · b6 alfiere del nero · d6 pedone del nero · g6 pedone del nero · c5 pedone del bianco · e5 pedone del bianco · a4 pedone del bianco · d4 re del nero · b3 donna del bianco · e2 torre del bianco · h1 re del bianco | 2 |
| 1 | b8 torre del nero · d8 cavallo del nero · e7 cavallo del bianco · b6 alfiere del nero · d6 pedone del nero · g6 pedone del nero · c5 pedone del bianco · e5 pedone del bianco · a4 pedone del bianco · d4 re del nero · b3 donna del bianco · e2 torre del bianco · h1 re del bianco | b8 torre del nero · d8 cavallo del nero · e7 cavallo del bianco · b6 alfiere del nero · d6 pedone del nero · g6 pedone del nero · c5 pedone del bianco · e5 pedone del bianco · a4 pedone del bianco · d4 re del nero · b3 donna del bianco · e2 torre del bianco · h1 re del bianco | b8 torre del nero · d8 cavallo del nero · e7 cavallo del bianco · b6 alfiere del nero · d6 pedone del nero · g6 pedone del nero · c5 pedone del bianco · e5 pedone del bianco · a4 pedone del bianco · d4 re del nero · b3 donna del bianco · e2 torre del bianco · h1 re del bianco | b8 torre del nero · d8 cavallo del nero · e7 cavallo del bianco · b6 alfiere del nero · d6 pedone del nero · g6 pedone del nero · c5 pedone del bianco · e5 pedone del bianco · a4 pedone del bianco · d4 re del nero · b3 donna del bianco · e2 torre del bianco · h1 re del bianco | b8 torre del nero · d8 cavallo del nero · e7 cavallo del bianco · b6 alfiere del nero · d6 pedone del nero · g6 pedone del nero · c5 pedone del bianco · e5 pedone del bianco · a4 pedone del bianco · d4 re del nero · b3 donna del bianco · e2 torre del bianco · h1 re del bianco | b8 torre del nero · d8 cavallo del nero · e7 cavallo del bianco · b6 alfiere del nero · d6 pedone del nero · g6 pedone del nero · c5 pedone del bianco · e5 pedone del bianco · a4 pedone del bianco · d4 re del nero · b3 donna del bianco · e2 torre del bianco · h1 re del bianco | b8 torre del nero · d8 cavallo del nero · e7 cavallo del bianco · b6 alfiere del nero · d6 pedone del nero · g6 pedone del nero · c5 pedone del bianco · e5 pedone del bianco · a4 pedone del bianco · d4 re del nero · b3 donna del bianco · e2 torre del bianco · h1 re del bianco | b8 torre del nero · d8 cavallo del nero · e7 cavallo del bianco · b6 alfiere del nero · d6 pedone del nero · g6 pedone del nero · c5 pedone del bianco · e5 pedone del bianco · a4 pedone del bianco · d4 re del nero · b3 donna del bianco · e2 torre del bianco · h1 re del bianco | 1 |
|   | a | b | c | d | e | f | g | h |   |

Soluzione:

Chiave: 1. Te2-f2! (minaccia 2. Tf2-f4+ Rd4xe5 3. Ce7xg6 matto)

1. ... d6xc5 2. Tf2-f3 c5-c4 3. Db3-e3 matto

1. ... Ab6xc5 2. Tf2-f4+ Rd4xe5 3. Ce7xg6 matto

1. ... Cd8 muove 2. Ce7-c6+ Rd4-e4 3. Db3-f3 matto